# Carex fraseriana
Carex fraseriana es una especie de planta herbácea perenne perteneciente al género Carex, a su vez integrante de la familia de las ciperáceas. Previamente, era la única especie de genus Cymophyllus, antes de ser retransferida a Carex.
Carex fraseriana es nativa del centro-este de Estados Unidos (montes Apalaches). Su conservación se encuentra amenazada en Pensilvania, Kentucky, Maryland y Georgia.

## Descripción
Tiene culmos de 20-40 cm. Las hojas, afiladas gradualmente en la base que se envuelve alrededor del tallo, finamente veteado de 50-90 con  forma de cinta, 20-60 × 1,7-5 cm, margen finamente ondulado, de base cónica, ápice, ciliado-serrulado ampliamente agudo-redondeado. Inflorescencias un solo punto andrógino. Perigonio blanco, llegando a ser de color verdoso pálido en la madurez, elipsoide a  elipsoide general, ± inflado, circular aplanado en sección transversal, 4.5 a 6.7 × 2.2-3 mm, membranáceos; pico corto. Estigmas gruesos, rígidos, finamente papillosos. Aquenios de color marrón oscuro, elípticos a circulares o ampliamente obovados a grandes rasgos, 2.4 a 3.2 × 1.6 a 2.5 mm.

## Taxonomía
Carex fraseriana fue descrita por Ker Gawl. y publicada en Bot. Mag. 33: t. 1391 (1811).
Sinonimia:
- Cymophyllus fraserianus (Ker Gawl.) Kartesz & Gandhi
- Carex fraseri Andrews
- Carex lagopus Muhl.
- Cymophyllus fraseri (Andrews) Mack.
- Mapania sylvatica Pursh
- Olamblis fraseri (Andrews) Raf.